# Arthur Theodor Olsen
 Ikke at forveksle med Arthur Olsen.
Arthur Theodor Olsen (15. december 1900 i Bergen – 18. december 1951 i Bergen) var en norsk bokser. Han repræsenterede Bergens Atletklub.
I NM 1918 vandt han en guldmedalje i vægtklassen bantamvægt. Han blev også tildelt Kongepokalen, og i NM 1920 vandt han en guldmedalje i vægtklassen fjervægt. Han deltog for Norge i OL 1920 i Antwerpen hvor han kom på en 9. plads i vægtklassen fjervægt.